# ベルンハルト・ミネッティ
ベルンハルト・ミネッティ（Bernhard Minetti、1905年1月26日 - 1998年10月12日）は、ドイツの俳優。

## 出演作品
- 北京の嵐
- カラマゾフの兄弟（イヴァン）